# 밀란 헤이두크
밀란 헤이두크(체코어: Milan Hejduk, 1976년 2월 14일 ~ )는 체코의 은퇴한 아이스하키 선수로 포지션은 라이트윙이다. 14년 동안 내셔널 하키 리그(NHL)의 콜로라도 애벌랜치에서 활약했으며, 콜로라도 최다 경기 출전 기록(1020경기)을 세웠다. 2003년에는 NHL 득점왕상인 모리스 "로켓" 리샤르 트로피를 받았다.